# Josh Harris
Joshua Jordan Harris (nascido em 29 de dezembro de 1964) é um bilionário americano investidor de private equity que cofundou a Apollo Global Management, uma das maiores empresas de investimento alternativo do mundo. Harris é o principal proprietário e sócio-gerente do Philadelphia 76ers da National Basketball Association, New Jersey Devils da National Hockey League, Washington Commanders da National Football League, e é sócio geral do Crystal Palace da Premier League.

## Infância e educação
Harris nasceu em uma família judia em 29 de dezembro de 1964 e foi criado em Chevy Chase, Maryland. Ele frequentou o ensino médio em The Field School em Washington, DC. Harris se formou summa cum laude com bacharelado em economia pela Wharton School da University of Pennsylvania em 1986, e, em seguida, recebeu seu MBA da Harvard Business School como Baker Loeb Scholar. Ele lutou Wrestling na faculdade.

## Carreira financeira
Ele começou a trabalhar no departamento de fusões e aquisições da Drexel Burnham Lambert em 1986 e trabalhou lá por 2 anos antes de sair para obter seu MBA em Harvard. Depois de se formar, ele trabalhou inicialmente na Blackstone por 2 meses antes de fundar a Apollo Global Management com Leon Black e Marc Rowan em 1990.
Harris e Rowan foram nomeados Buyout Pros of the Year de 2004 pela BuyoutsInsider.com.
Em 2008, Harris e seus parceiros da Apollo investiram US $ 2 bilhões na LyondellBasell antes de entrar com pedido de falência em 2009. Quando a Apollo vendeu suas ações na empresa em 2013, eles obtiveram um lucro no papel de US $ 9,6 bilhões, o maior lucro de um investimento de capital privado de acordo com a Bloomberg.
Ele é atualmente um dos três sócios-gerentes da Apollo, junto com Black e Rowan. A função de Harris inclui a supervisão das operações diárias da empresa. Em julho de 2020, seu patrimônio líquido estimado era de US $ 4,7 bilhões.
Em 2017, Harris se reuniu com funcionários de Trump para discutir questões de infraestrutura. Em novembro daquele ano, a Apollo Global Management emprestou US $ 184 milhões para a Kushner Companies. O porta-voz da Apollo, Charles V. Zehren, afirmou que Harris não estava envolvido na decisão de empréstimo a Kushner.
No final do terceiro trimestre de 2020, Harris e seus sócios da Apollo relataram que a empresa tinha US $ 433 bilhões em ativos sob gestão.

## Carreira esportiva

### Philadelphia 76ers
Harris e David S. Blitzer da empresa de private equity Blackstone Group são os cofundadores e sócios-gerentes de um grupo de investimentos, Harris Blitzer Sports & Entertainment, que ganhou uma licitação de $ 280 milhões para a compra do Philadelphia 76ers da Comcast Spectacor em 2011. Os outros membros do grupo de investimento foram o gerente de portfólio Art Wrubel, um colega graduado da Wharton School da Universidade da Pensilvânia, bem como o ex-agente da NBA e executivo do Sacramento Kings, Jason Levien, o ex-CEO da Vail Resorts Adam Aron, Martin J. Geller, David B. Heller, Travis Hennings, James Lassiter, Marc Leder, Michael Rubin, Will Smith e Jada Pinkett Smith e os empresários indonésios Handy Soetedjo e Erick Thohir. A Comcast Spectacor e Harris iniciaram negociações no verão de 2011. O negócio foi anunciado em 13 de julho de 2011. A NBA aprovou formalmente o acordo em 13 de outubro de 2011.

### New Jersey Devils
Em 15 de agosto de 2013, foi anunciado que a HBSE, liderada por Harris e o parceiro Blitzer, comprou uma participação majoritária no New Jersey Devils da NHL, que inclui os direitos de operar o Prudential Center em Newark, New Jersey. A transação foi supostamente por mais de $ 320 milhões.

### Crystal Palace
Há rumores de que Harris e Blitzer estariam interessados em comprar o Aston Villa, time da Premier League, após o anúncio de que Randy Lerner queria vender sua parte no clube. Harris foi então associado à aquisição do Crystal Palace, do sul de Londres, atualmente na Premier League. Depois de mais de um ano de negociações, Harris e Blitzer compraram cada um uma participação de 18% no Crystal Palace em dezembro de 2015, igualando a participação de propriedade do presidente da equipe Steve Parish e dando aos três o controle do clube.

### Itens adicionais do portfólio
Harris e Blitzer, por meio da Harris Blitzer Sports and Entertainment, também possuem Delaware Blue Coats da G-League, o Binghamton Devils da AHL, a equipe de E-Sports, Dignitas of New Meta Entertainment, a empresa de capital de risco de tecnologia esportiva, HBSE Ventures, e a empresa de marketing, hospitalidade e venda de ingressos para eventos, Elevate Sports Ventures.
Harris também expressou interesse em comprar o primeiro time da NFL baseado em Londres. Em junho de 2020, a Bloomberg relatou que a Harris & Blitzer adquiriu uma participação de menos de 5% no Pittsburgh Steelers da NFL. Como parte dessa transação, os dois se juntaram ao grupo acionário como investidores passivos. A participação não fazia parte de sua holding, Harris Blitzer Sports & Entertainment.

## Filantropia
Harris e sua esposa Marjorie co-fundaram a Harris Philanthropies, anteriormente conhecida como Harris Family Charitable Foundation, em 2014. Os objetivos declarados da fundação são "elevar as comunidades carentes, criar soluções pioneiras e promover a educação e o desenvolvimento de liderança".
Harris apoiou o After-School All-Stars e o America SCORES, que ajudam jovens de baixa renda a combinar seu amor pelo atletismo com o sucesso acadêmico.
Em agosto de 2020, Harris e sua esposa deram um subsídio de US $ 2 milhões para o Bridgespan Group para lançar o Leading for Impact, um programa de liderança para servir as organizações sem fins lucrativos da área da Filadélfia.
Em fevereiro de 2019, Harris e sua esposa doaram US $ 10 milhões para sua alma mater, a Penn's Wharton School, para estabelecer o Programa de Investimentos Alternativos Joshua J. Harris. Anteriormente, Harris estabeleceu a Bolsa de Estudos da Família Harris. Em julho de 2018, a fundação da família também doou US $ 1 milhão para apoiar o programa de luta livre da Penn.
Em 2015, Harris se comprometeu a doar US $ 3,5 milhões ao longo de 5 anos para a Liga Atlética da Polícia da Filadélfia, uma causa comprometida em ajudar as crianças da Filadélfia. Este foi a maior doação da história da organização.

## Vida pessoal
Harris é casado com Marjorie Harris, eles têm cinco filhos e moram na cidade de Nova York. Harris faz parte do conselho da Mount Sinai Medical Center, Harvard Business School e do Conselho de Supervisores da Wharton. Em 2013, ele foi homenageado pelo Hall da Fama Nacional de Wrestling com o Prêmio Americano de Destaque. Harris apoia regularmente as equipes com as quais está envolvido, participando de jogos e treinando e correndo em maratonas.